# NGC 4211
NGC 4211 este o interacting galaxies⁠(d) situată în constelația Părul Berenicei. A fost descoperită în 30 aprilie 1881 de către Édouard Stephan⁠(d).